# Marie-Louise Trichet
Pour les articles homonymes, voir Trichet.
 (octobre 2023).
Si vous disposez d'ouvrages ou d'articles de référence ou si vous connaissez des sites web de qualité traitant du thème abordé ici, merci de compléter l'article en donnant les références utiles à sa vérifiabilité et en les liant à la section « Notes et références ».
La bienheureuse Marie-Louise de Jésus, née Marie-Louise Trichet le 7 mai 1684 à Poitiers et morte le 28 avril 1759 à Saint-Laurent-sur-Sèvre, est, avec Louis-Marie Grignion de Montfort, la fondatrice de la congrégation religieuse catholique des Filles de la Sagesse. Elle est appelée bienheureuse par l'Église catholique.

## Biographie
Marie-Louise Trichet est la troisième fille et quatrième enfant dans une famille de huit enfants. Son père, Julien Trichet, était juge au tribunal de Poitiers où, affirme un biographe, sa trop grande honnêteté le desservait. 
Très tôt Marie-Louise manifesta une grande piété, assistant à la messe tous les jours. Aussi, en 1701, le père de Montfort n’eut pas grand mal à la persuader d’embrasser la vie religieuse et à la prendre sous sa direction spirituelle. Elle aurait voulu entrer au couvent mais n’avait pas la dot nécessaire pour être admise chez les chanoinesses régulières de saint Augustin, si bien que le père de Montfort lui conseilla de soigner les pauvres à l’hôpital sans même y avoir aucun statut, ce qu’elle commença à faire le 2 février 1703.
Elle connut dix ans d’épreuves, au milieu des famines et des épidémies qui marquèrent la fin du règne de Louis XIV et ce n’est qu’en 1713 que lui vint une compagne, Catherine Brunet. En 1715, le Père de Montfort les conduisit à La Rochelle où il voulait ouvrir deux écoles, pour garçons et pour filles, et il leur donna une règle ainsi qu’un nom, les Filles de la Sagesse (l’appellation de sœurs étant réservée aux religieuses les plus huppées). Malheureusement, il mourait dès 1716, laissant la jeune communauté qui n’avait encore qu’une supérieure, trois professes et une novice.

## Fondation de la maison-mère
Après le départ des Sœurs, la situation à l'hôpital de Poitiers se dégradait et, en 1719, l'administration leur demanda de revenir. Mais comme il s’agissait maintenant d’une congrégation officiellement créée, elle proposa à la Mère Marie-Louise d'installer sa maison-mère et son noviciat à l'hôpital. Voyant là une occasion de développer l'Institut que lui avait confié de Montfort, Marie-Louise accepta et retourna à sa ville natale, accompagnée de Catherine (Sœur de la Conception) et Anne-Marie (Sœur Saint-Joseph). 
Le problème, c'est que les administrateurs ne s’intéressaient qu'à l'hôpital, si bien qu'ils inclurent dans le contrat deux clauses inacceptables pour la fondatrice : c’est le conseil qui nommerait la supérieure et la moitié de la dot des novices reviendrait à l'hôpital. Ne désirant pas mettre en péril l'autonomie de l'Institut, Marie-Louise refusa. Heureusement, en passant par hasard dans une rue de Poitiers, elle rencontra Jacques Goudeau, laïc pieux, disciple du Père de Montfort, qui lui avait confié avant le départ en mission le soin du sanctuaire de Marie, Reine de Tous les Cœurs, à Montbernage. Il suggéra à Marie-Louise d’entrer en contact avec Madame de Bouillé, noble dame vivant dans le voisinage de Saint-Laurent-sur-Sèvre : « Elle est dans une position qui la rend capable de vous aider », dit-il. Pour Marie-Louise Trichet, c'était un signe de Dieu : Madame de Bouillé n’était-elle pas une femme dont de Montfort avait été le directeur de conscience ? 
La dame noble manifesta le plus grand désir d’aider les filles disciples du saint missionnaire. Tout de suite le doyen de Saint-Laurent accepta la fondation proposée et convoqua une réunion des habitants ; leur acte d'accord a été enregistré à Mortagne le 14 septembre 1719. 
Plus de trente fondations suivirent dans tout l'ouest de la France, de Valognes à Angoulême.
Marie-Louise de Jésus mourut à Saint-Laurent-sur-Sèvre le 28 avril 1759, quarante-trois ans jour pour jour après saint Louis de Montfort, et est inhumée dans l'église de Saint-Laurent-sur-Sèvre, à côté de la tombe de saint Louis de Montfort.

## Béatification
Le 16 mai 1993, Marie-Louise de Jésus a été béatifiée à Rome par le pape Jean-Paul II, qui était un disciple de Montfort. Dans le processus d'examen de sa vie avant la béatification, un cardinal a écrit d'elle : « Elle offre un exemple de la façon de travailler pour le développement de la personne humaine tout entière dans un esprit de sacrifice, à la recherche d'aucune récompense, toujours ouverte à lire les signes des temps avec un esprit serein et humble. »
Le 19 septembre 1996, le pape Jean-Paul II est venu à Saint-Laurent-sur-Sèvre méditer et prier sur les tombeaux de saint Louis de Montfort et de la bienheureuse Marie-Louise de Jésus.

## Fête
La bienheureuse Marie-Louise de Jésus est fêtée le 7 mai.